# Timbaúba dos Batistas
Timbaúba dos Batistas là một đô thị thuộc bang Rio Grande do Norte, Brasil. Đô thị này có diện tích 135,45 km², dân số năm 2007 là 2377 người, mật độ 17,5 người/km².